# Саша Илић (фудбалер, 1972)
Саша Илић (Мелбурн, 18. јул 1972) је бивши југословенски и српски фудбалски голман.

## Клупска каријера
Саша Илић је рођен у Мелбурну, у породици српских исељеника. Почетком деведесетих се доселио у тадашњу СР Југославију и заиграо прво за зонаша РФК Графичар, а потом прешао у прволигаша Раднички из Новог Београда. Током 1996. године је отишао код рођене сестре у Лондон, која је тамо дошла из Аустралије да студира. У Лондону је упознао менаџера који му је понудио да игра за ФК Сент Леонардс Стемкрофт, клуб у седмом рангу енглеског фудбала. Након сезоне у овом клубу, Илић је отишао на пробу у Астон Вилу у којој су тада играли његови сународници Саво Милошевић и Саша Ћурчић. Прошао је скоро целе припреме са Астон Вилом али му није понуђен уговор. Након тога је отишао на пробу у друголигаша Чарлтон атлетик, где је успео да се избори за уговор.
На почетку свог боравка у Чартлону је бранио за други тим. Ипак, након повреде првог голмана Мајка Салмона и слабије форме другог избора Ендија Патерсона, Илић је добио прилику да дебитује за Чарлтон 25. фебруара 1998. на гостовању Стоук Ситију. Чарлтон је победио резултатом 2:1 а након овог меча Илић постаје први голман. Током ове сезоне Илић је направио низ од девет утакмица без примљеног гола. У оквиру тих утакмица биле су и две круцијалне на којима је сачувао своју мрежу – утакмице полуфинала плеј-офа за улазак у Премијер лигу. У великом финалу са Сандерлендом, играном на Вемблију, Илић је у пенал серији одбранио Мајклу Греју одлучујући једанаестерац и увео Чарлтон у Премијер лигу после неколико деценија паузе. Илић је током сезоне 1998/99. бранио на 23 утакмице у Премијер лиги али је клуб испао из премијерлигашког друштва. У наредној сезони је изгубио статус првог голмана. У фебруару 2000. је прослеђен на позајмицу у премијерлигаша Вест Хем. За овај клуб је наступио само једном, 26. фебруара 2000. у поразу од Евертона 0:4 на Аптон парку. У септембру 2001. је отишао на једномесечну позајмицу у друголигаша Портсмут. Током тих месец дана је наступио на седам првенствених утакмица за Портсмут.
Током 2002. године је напустио Чарлтон и потписао за мађарски Залаегерсег. Са мађарским клубом је играо у квалификацијама за Лигу шампиона против Манчестер јунајтеда. Залаегерсег је на домаћем терену изненађујуће славио са 1:0 али је у реваншу на Олд трафорду поражен са 5:0. Илић је на реваншу у Манчестеру добио црвени картон након прекршаја над Рудом ван Нистелројем. Наступио је на само четири утакмице у мађарској Првој лиги, након чега се у фебруару 2003. вратио у Енглеску и по други пут у каријери постао играч Портсмута. Портсмут је на крају сезоне 2002/03. изборио пласман у Премијер лигу али Илић је имао статус резервисте и није забележио ниједан наступ. Током сезоне 2003/04. је наступао у трећем рангу такмичења за Барнсли. Потом је био играч и Блекпула, Абердина и Лидса а каријеру је завршио 2005. године.

## Репрезентација
За репрезентацију СР Југославије је бранио на два сусрета. Први пут је наступио 23. децембра 1998. на пријатељској утакмици против Израела (0:2) у Тел Авиву. Други наступ је имао 25. априла 2001. у поразу од Русије (0:1) на Маракани у квалификацијама за Светско првенство 2002. у Јапану и Јужној Кореји.